# Gütermarkt
Der Gütermarkt ist in der Volkswirtschaftslehre ein Markt, auf dem als Handelsobjekte Güter und Dienstleistungen gehandelt werden.
Die Gütermärkte sind weltweit innerhalb jeder Volkswirtschaft die wichtigsten Märkte. Auf ihnen werden Güter und Dienstleistungen angeboten und nachgefragt. Zu den Gütern gehören die Konsumgüter, die dem Konsum (Gebrauch oder Verbrauch) der Verbraucher dienen, und Investitionsgüter, die für die Investition bei Unternehmen verwendet werden. Entsprechende Teilmärkte sind der Konsumgütermarkt und der Investitionsgütermarkt. Die Umsatzerlöse des gesamten Dienstleistungssektors werden – bis auf einige Ausnahmen – dem Gütermarkt zugerechnet.
Marktteilnehmer des Gütermarkts sind Unternehmen, Privathaushalte, der Staat und seine Staatsunternehmen sowie Exporteure und Importeure (offene Volkswirtschaft). Zuweilen wird für Zwecke der Marktanalyse das Ausland ausgeklammert (geschlossene Volkswirtschaft).
Weder die klassische Nationalökonomie noch die neoklassische Theorie haben sich mit einer umfassenden Marktanalyse der Gütermärkte befasst, weil das Saysche Theorem besagt, dass sich unter optimalen Marktbedingungen jedes Angebot seine Nachfrage selbst schafft.

## Marktstruktur
Auf dem Gütermarkt steht das Güterangebot der Güternachfrage gegenüber. Die  Preisbildung erfolgt einheitlich durch Gegenüberstellung von Angebot und Nachfrage. Kommt ein Umsatz zustande, wechseln die Handelsobjekte als Güterströme vom Güterangebot zur Güternachfrage, wobei als Gegenleistung der Güterpreis als Geldstrom umgekehrt vom Nachfrager zum Anbieter verläuft. 

### Güterangebot
Das Güterangebot stammt von den Herstellern, vom Handel und aus dem Import. Liegt beispielsweise aufgrund eines sehr hohen Preisniveaus ein Angebotsüberschuss oder eine Nachfragelücke am Gütermarkt vor, kommt es über einen Preissenkungsprozess zu einer allmählichen Steigerung der Güternachfrage. Dieser Verlauf wird in der Angebotskurve graphisch visualisiert.

### Güternachfrage
Die Güternachfrage erfolgt durch die Privathaushalte (Konsumgüter), aber auch durch Hersteller (Nachfrage nach Roh-, Hilfs- und Betriebsstoffen, nach Halbfertigfabrikaten, nach Vorleistungsgütern, nach Zwischenprodukten, nach Fertigerzeugnissen wie Waren für die Kantine, Büromaterial für die Büros und Nachfrage nach Investitionsgütern). Auch der Handel (Einzelhandel und Großhandel) ist Nachfrager, gleichzeitig als Wiederverkäufer auch Anbieter; ebenfalls gehört der Export zur Güternachfrage (des Auslands). Liegt beispielsweise aufgrund eines sehr niedrigen Preisniveaus ein Nachfrageüberhang oder eine Angebotslücke am Gütermarkt vor, kommt es über einen Preissteigerungsprozess zu einer allmählichen Steigerung des Güterangebots. Dieser Verlauf wird in der Nachfragekurve graphisch visualisiert.

## Teilmärkte
Der Gütermarkt ist ein Begriff der Makroebene, der sich auf der Mikroebene in viele Teilmärkte aufgliedern lässt. Diesen Teilmärkten ist gemeinsam, dass auf ihnen überwiegend ein bestimmtes Handelsobjekt umgesetzt wird, wobei durchaus markttypische Handelsbräuche eingesetzt werden.
| Markt              | Handelsobjekt               | Preis                                       |
| ------------------ | --------------------------- | ------------------------------------------- |
| Agrarmarkt         | Agrarprodukte               | Agrarpreise                                 |
| Arbeitsmarkt       | Arbeit                      | Arbeitsentgelt                              |
| Bankenmarkt        | Finanzprodukte              | Habenzins, Sollzins, Bankgebühr             |
| Energiemarkt       | Energie                     | Gaspreis, Ölpreis, Strompreis               |
| Faktormarkt        | Produktionsfaktoren         | Faktorpreise                                |
| Gesundheitsmarkt   | Gesundheitsgüter            | Krankheitskosten                            |
| Gütermarkt         | Güter und Dienstleistungen  | Güterpreis                                  |
| Geldmarkt          | Geld, Geldmarktpapiere      | Geldmarktzins                               |
| Goldmarkt          | Gold                        | Goldpreis                                   |
| Immobilienmarkt    | Gewerbe- und Wohnimmobilien | Kaufpreis/Immobiliarmiete/ Bodenrente/Pacht |
| Kapitalmarkt       | Kapital, Wertpapiere        | Kapitalmarktzins                            |
| Kreditmarkt        | Kredite                     | Kreditzins                                  |
| Medienmarkt        | Medienprodukte              | Kaufpreise                                  |
| Rohstoffmarkt      | Rohstoffe                   | Rohstoffpreise                              |
| Verkehrsmarkt      | Verkehrsleistungen          | Tarife                                      |
| Versicherungsmarkt | Versicherungsschutz         | Versicherungsprämien                        |

Auch Dienstleistungen werden als Teilmärkte des Gütermarkts angesehen und werden jeweils als Handelsobjekte betrachtet. Teile des Verkehrsmarktes werden statistisch nicht dem Gütermarkt zugeordnet, sondern als eigenständiger Zweig „Transport und Verkehr“ separiert.

## Marktgleichgewicht
Das Marktgleichgewicht auf dem Gütermarkt heißt Gütermarktgleichgewicht. Es liegt vor, wenn das Güterangebot für Konsum- und Investitionszwecke {\displaystyle GA} mit der Güternachfrage für Konsum- und Investitionszwecke {\displaystyle GN} übereinstimmt:
{\displaystyle GA=GN}.
Der diesem Marktgleichgewicht zugrunde liegende Preis heißt Gleichgewichtspreis. Dabei müssen sich die Determinanten der Güternachfrage (Einkommen, Zahlungsbereitschaft, Preisniveau, Marktzins) gerade so einstellen, dass diese gleich groß ist wie das Güterangebot.

## Gütermarkt in der Mikroökonomie

### Allgemeines
Der Gütermarkt in der Mikroökonomie besteht im Gegensatz zum Faktormarkt in der Makroökonomie nur aus einzelnen Gütern und nicht aus der Gesamtheit der Güter einer Volkswirtschaft. Daher wird stets nur ein spezieller Gütermarkt betrachtet. Zum Beispiel der Markt für Flachbildschirme. Hierbei kann es weitere Eingrenzungen geben. Zum Beispiel Flachbildschirme mit bestimmten Ausstattungsmerkmalen.

### Darstellung

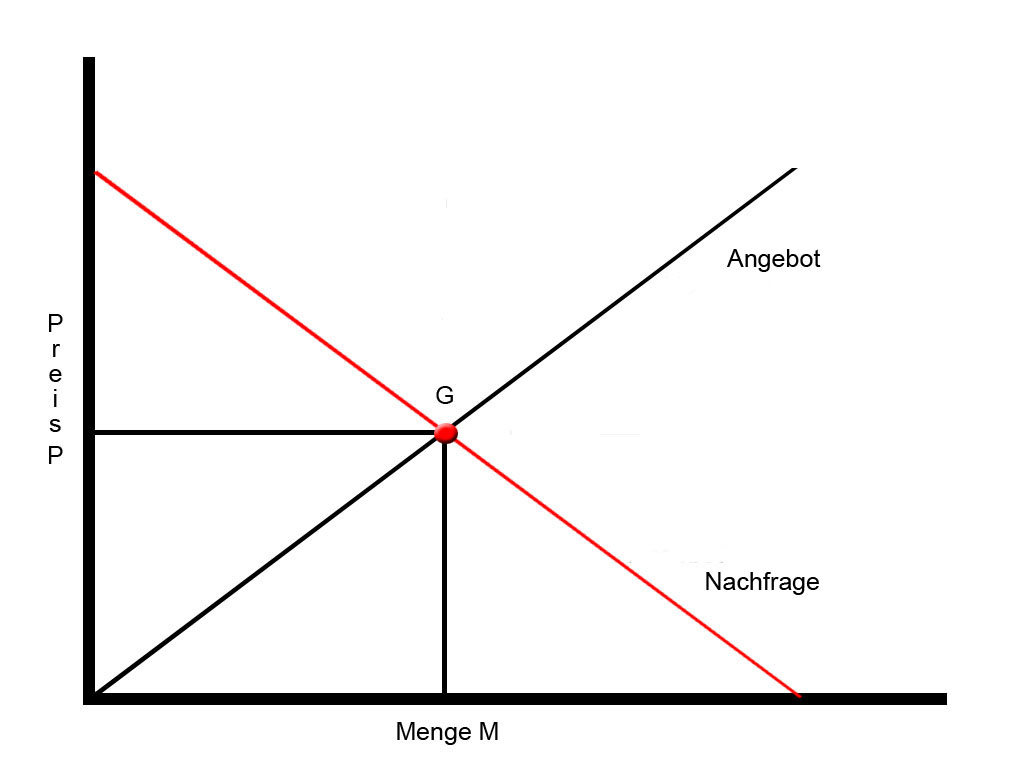

Obige Darstellung zeigt das Marktgleichgewicht auf dem mikroökonomischen Gütermarkt. Punkt {\displaystyle G} stellt den Marktpreis dar, wo sich angebotene und nachgefragte Menge treffen.

### Auswirkungen von Veränderungen
Auf dem mikroökonomischen Gütermarkt können mehrere Einflüsse Veränderungen hervorrufen. Ein praktisches Beispiel wäre die Preissenkung bei neuen Produkten im Zeitverlauf.
Nimmt man hier wieder die Flachbildschirme, stellt man fest, dass diese vor einigen Jahren noch wesentlich teurer waren. Die Nachfrage war sehr hoch. Damit war der Preis entsprechend hoch, da das Gleichgewicht auf diesem Markt weiter nach oben verschoben war.
Nachfolgende Grafik zeigt diese Entwicklung:

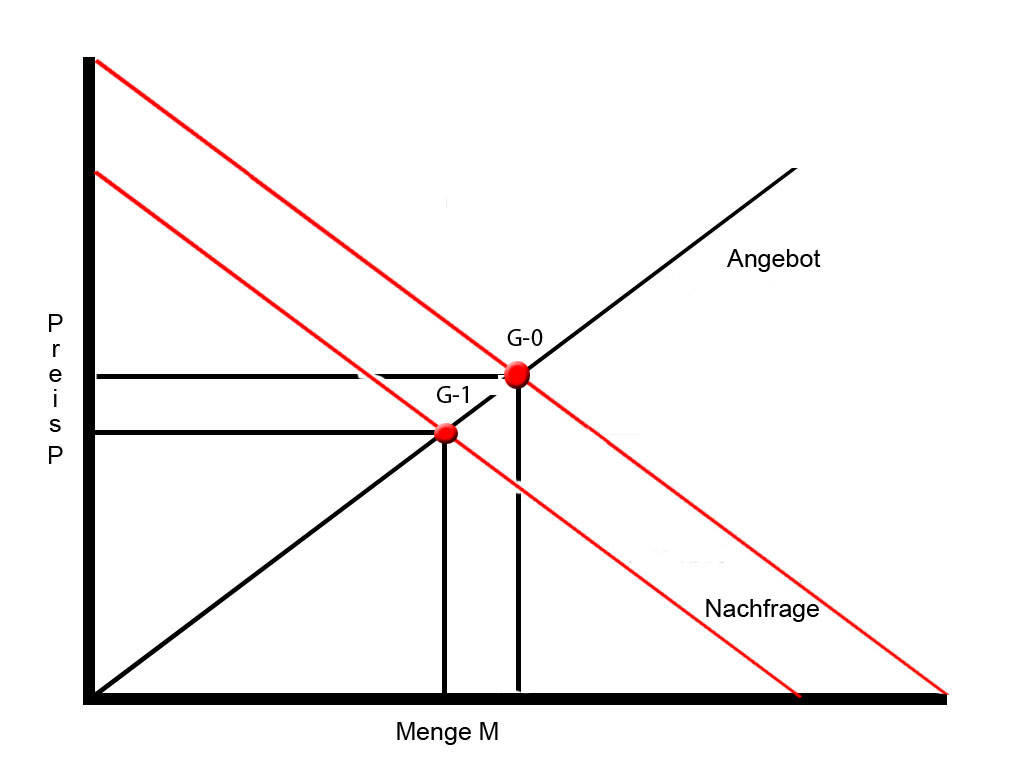

Zu sehen ist die veränderte Nachfragekurve, die nach oben verschoben ist und somit zu einem höheren Gleichgewichtspreis an {\displaystyle G-0} führt. Stellt man sich hier die Entwicklung des Preises bei Flachbildschirmen vor, ergibt sich daraus folgendes mikroökonomisches Szenario:
Als diese Technik noch sehr neu war, gab es eine entsprechend höhere Nachfrage, da kaum jemand solche Geräte besaß. Die Nachfragekurve traf somit die Angebotsfunktion am Punkt {\displaystyle G-0}. Mit der Zeit sank allerdings die Nachfrage, da immer mehr Käufer solche Geräte besaßen. Dadurch verschob sich die Nachfragekurve nach unten und führte zu einem neuen Gleichgewicht in {\displaystyle G-1}. Dort ist der Preis der Geräte offensichtlich niedriger, ebenso wie die produzierte Menge. Dieses Beispiel funktioniert selbstverständlich nur unter der Annahme einer konstanten Angebotsfunktion, die sich der Nachfrage der Konsumenten nicht anpasst.

## Gütermarkt in der Makroökonomie

### Allgemeines
Der Gütermarkt in der Makroökonomie umfasst alle Märkte einer Volkswirtschaft. Auf ihnen werden Güter und Dienstleistungen gehandelt, nach einer Definition der Europäischen Kommission Waren und Dienstleistungen; die Summe aller Märkte wird hier als Produktmärkte bezeichnet.
Auf diesen Märkten wird das komplette aggregierte Angebot und die aggregierte Nachfrage zusammengefasst. Angebot umfasst alle in einer Volkswirtschaft angebotenen Güter. Aggregierte Nachfrage umfasst dementsprechend die gesamte Nachfrage nach Gütern in einer Volkswirtschaft.
Grundlegend gibt es verschiedene Größen, die starken Einfluss auf den Gütermarkt haben. Dies wäre zum Beispiel das Bruttoinlandsprodukt.

### Inhalte des Gütermarktes in der Makroökonomie

#### Marktstrukturen
Sämtliche klassischen volkswirtschaftlichen Produktionsfaktoren werden auf Faktormärkten gehandelt, und zwar die Arbeit auf dem Arbeitsmarkt, Güter und Dienstleistungen auf dem Gütermarkt, der Boden auf dem Immobilienmarkt und das Kapital auf dem Kapitalmarkt. 
| Markt           | Angebot                                                        | Nachfrage        |
| --------------- | -------------------------------------------------------------- | ---------------- |
| Arbeitsmarkt    | Arbeitsnachfrage                                               | Arbeitsangebot   |
| Gütermarkt      | Güterangebot                                                   | Güternachfrage   |
| Geldmarkt       | Geldangebot                                                    | Geldnachfrage    |
| Kapitalmarkt    | Kapitalangebot                                                 | Kapitalnachfrage |
| Kreditmarkt     | Kreditangebot                                                  | Kreditnachfrage  |
| Immobilienmarkt | Angebot an Wohn- und Gewerbeimmobilien, Agrar- und Waldflächen | Nachfrage        |

Während Arbeits- und Bodenangebot stark von Natureinflüssen abhängen (Witterung, Bodenbeschaffenheit), wird das Güterangebot in hohem Maße von wirtschaftlichen Erwägungen beeinflusst.

#### Güternachfrage
Die Güternachfrage berechnet sich wie folgt:
{\displaystyle Z=C+I+G+X-IM},
- {\displaystyle Z} ist hierbei die Güternachfrage, die sich aus den folgenden Bestandteilen ergibt. Zum einen aus dem Konsum {\displaystyle C}. Dieser hängt von vielen Faktoren ab, aber am meisten von dem Einkommen. Daher berechnet sich der Konsum aus:

{\displaystyle c0+c1*(Y-T)}
- {\displaystyle c0} ist hierbei der Konsum, wenn das verfügbare Einkommen {\displaystyle Y} Null wäre. Anders ausgedrückt: der Mindestkonsum (ein Individuum muss trotz eines Einkommens in Höhe von Null essen). {\displaystyle c1} bezeichnet weiterhin die marginale Konsumquote (oder auch Konsumneigung). Diese stellt dar, wie viel des verfügbaren Einkommens zu Konsumzwecken verwendet wird. Ein Wert von 0,6 der Konsumquote bedeutet so z. B., dass von jedem zusätzlich verdienten Euro 60 Cent für Konsum verwendet werden. Das verfügbare Einkommen verringert sich allerdings noch um die Steuer {\displaystyle T}.
- {\displaystyle I} (Investitionen): Die Variable {\displaystyle I} wird als exogen behandelt. Das bedeutet, dass sie vorgegeben wird. Zwar werden Unternehmen mehr investieren, wenn ihr Absatzvolumen zunimmt etwa für neue Maschinen usw., jedoch wird diese Variable in dem Modell als gegeben angenommen. Sonst wäre es nicht möglich, die Veränderungen des Einkommens auf die Güternachfrage richtig darzustellen, da jede Veränderung des Einkommens und damit auch des Konsumverhaltens eine Veränderung der Investitionen nach sich zieht.
- {\displaystyle G} (Staatsausgaben): Auch die Staatsausgaben werden als gegeben hingenommen (exogen). Dies hat allerdings verschiedene Gründe, da die Ausgaben des Staates keinerlei Regelmäßigkeiten unterliegen.
- {\displaystyle X} (Exporte): Die Variable {\displaystyle X} bezeichnet die Exporte auf dem Gütermarkt.
- {\displaystyle IM} (Importe): Die Variable {\displaystyle IM} bezeichnet die Importe auf dem Gütermarkt.[13]

#### Güterangebot
Das Güterangebot richtet sich nach den errechneten Variablen der Güternachfrage. Es ist daher abhängig von der marginalen Konsumquote, dem Einkommen, den Investitionen und den Staatsausgaben sowie Ex- und Importen. Es verhält sich bei einer Veränderung nicht konstant. Es handelt sich um einen Multiplikatoreffekt. Sind die Produktionsfunktion sowie Güter- und Faktorpreise gegeben und betreibt ein Unternehmen Gewinnmaximierung, so lässt sich das gewinnmaximale Güterangebot bestimmen. Das Unternehmen in vollständiger Konkurrenz verändert sein Güterangebot solange, bis die Grenzerlöse {\displaystyle E_{g}} den Grenzkosten {\displaystyle K_{g}} entsprechen:
{\displaystyle E_{g}=K_{g}}.
Der Grenzerlös ist definiert als die Veränderung des Gesamterlöses bei Verkauf einer zusätzlichen Mengeneinheit, die Grenzkosten sind die durch die Produktion einer zusätzlichen Mengeneinheit entstehenden Kosten.

### Darstellung
Die Darstellung des Gütermarktes kann auf drei Weisen erfolgen. Zum einen über eine formale, zum anderen über eine grafische und schlussendlich auch noch über eine verbale Analyse. Aus Einfachheitsgründen wird hier die grafische Analyse angewendet.

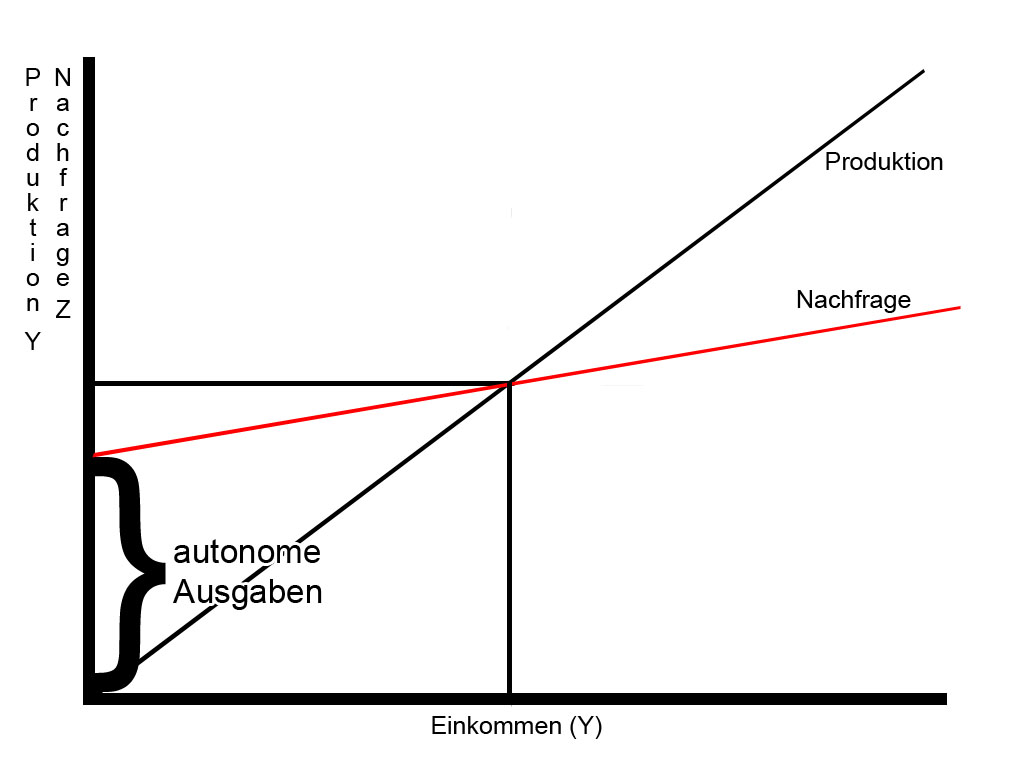

Obige Abbildung zeigt die Nachfrage sowie die Produktionskurve eines Gütermarktes im Verhältnis zum Einkommen ({\displaystyle Y}). Die Nachfragefunktion ergibt sich hierbei aus der Formel:   
{\displaystyle Z=(c0+I+G-c1T)+c1Y}.
Der erste Teil beschreibt die autonomen Ausgaben, die in jedem Fall getätigt werden müssen. Sie beschreiben den Schnittpunkt mit der Y-Achse. Der zweite Teil ({\displaystyle c1*Y}) beschreibt den Anstieg der Funktion. Wie oben schon beschrieben, stellt dies den zusätzlichen Konsum bei Zunahme des Einkommens dar. Die Produktionsfunktion hingegen ergibt sich aus der errechneten Nachfragefunktion, denn sie verläuft durch den Schnittpunkt der Nachfragekurve mit dem Einkommen ({\displaystyle Y}) und startet am Koordinatenursprung.

### Auswirkungen von Veränderungen
Auf dieses Gütermarktgleichgewicht können viele Veränderungen einwirken. Vorliegend wird hier eine Veränderung der autonomen Ausgaben geprüft. Hier bemerkt man, dass sie die Produktion nicht um denselben Betrag erhöht, sondern um ein Vielfaches. Diesen Multiplikatoreffekt erkennt man in nachfolgender Grafik:

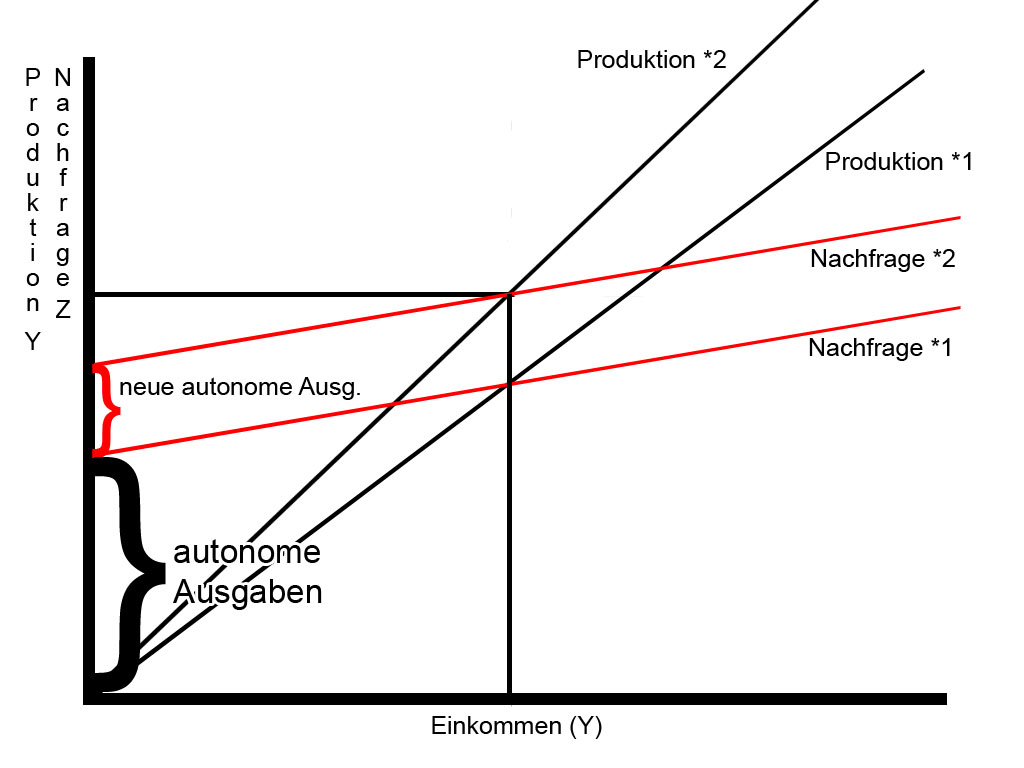

Hier besitzt die neue Produktionskurve (Produktion * 2) einen wesentlich höheren Anstieg als die ursprüngliche. Der Unterschied wird bei höherem Einkommen stets größer zwischen den 2 Produktionsgeraden.